# AOI開発センター
株式会社AOI開発センター（エーオーアイ・かいはつセンター）は、長野県岡谷市にある精密機械製造メーカーである。

## 概要
2009年に中華民国の精密機械メーカーである亜洲光学の日本法人・「AOFジャパン株式会社」として設立。その源流は、カメラメーカー・チノンである。
当初は茅野市と神奈川県横浜市（当時は横浜が登記上の本店だった）の2か所の事業所から開始され、2010年4月に岡谷市の事業所が開設。茅野事業所を岡谷に集約・移転し、さらに2012年には横浜事業所も岡谷市に統合し、本社機能も統合された。2014年12月に現社名となる

## 取り扱い製品
- デジタルカメラ（コダック製。かつてはジェネラル・イメージング・ジャパンを通して、GEやアグファフォトのブランドも展開していた）
- ヘッドホン
- 医療機器
- 携帯電話用レンズモジュール
- 分光光源ユニット
- 人工知能（AI）開発
- ピッキングカートシステム